# 繰形

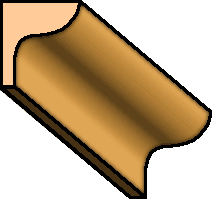
波繰形 (cyma reversa)

繰形（くりかた、くりがた）またはモールディング（米: molding、英: moulding）は、何らかの表面の繋ぎ目を覆ったり装飾を施す目的で使われる様々な断面の細長い建材。伝統的に無垢材や石膏を削って作っていたが、プラスチックや木質材料でも作るようになった。古くは、建築でも彫刻でも大理石などの石を彫って作っていた。
クラウン・モールディング (crown molding) を廻り縁とも呼び、天井と壁の境目に用いるため、裏面が直角に交わる2つの面に接するようになっている。それ以外のものは裏面が平面であり、プレーン・モールディングと呼ぶ。
漆喰を使いモールディングを作る左官の技法を蛇腹引きと呼ぶ。なお、「繰形」には建具などの装飾用に用いるくりぬいた板という意味や寺社建築の組物の装飾という意味もある。

## 概要
最も単純なモールディングは、材質や彩色を変えずに、建築物などに光と影の縞模様を与える手段となっている。光と影によってその輪郭が目立つようになる。
例えば、垂直な壁に上方45度の角度から日光が当たっているとする。凹面形のモールディングがその壁にあると、その上の方は影になって暗い水平な縞模様となり、下の方は明るい縞になる。逆に凸面形のモールディングでは上の方が明るく、下の方が暗い縞模様ができる。凹面形のモールディングには、cavetto（小えぐり繰形）、scotia（大えぐり繰形）、congé（えぐり繰形）などがあり、凸面形のモールディングには、ovolo（卵状繰形）、echinus（まんじゅう状繰形）、torus（大玉縁）、astragal（玉縁）などがある。
小えぐり繰形のすぐ上に卵状繰形を配置すると全体としてS字の曲線を描く。このようなモールディングを ogee または cyma reversa と呼ぶ。この場合、上と下に明るい縞、中間に暗い縞ができる。小えぐりと卵状のモールディングを逆に配置するとS字の向きが逆になる。このようなモールディングを cyma または cyma recta と呼ぶ。この場合は、上下が暗い縞で中間が明るい縞になる。
このような基本的要素を組み合わせることで、様々な装飾を作ることができる。その種類の豊富さが古典建築やゴシック建築の中核をなしている。
装飾用モールディングは、木材、石、セメントなどの様々な材質でできている。最近では心材にEPSを使い、セメントなどでコーティングしたものがよく使われている。このようなモールディングに関して、環境や健康に害があるのではないかとの懸念があり、Doroudiani らの研究がある。

## 種類

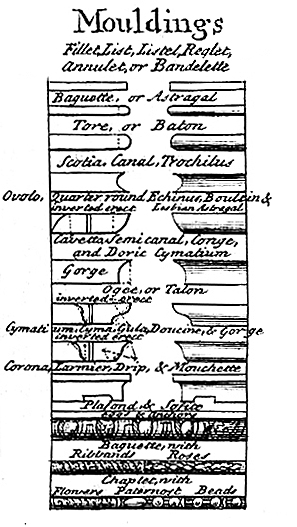
Cyclopedia の中の Table of architecture（1728年）にある様々なモールディング

- 玉縁 (astragal) — 半円形モールディング。防火ドアを閉めたときに気密性を高めるためによく使われる。なお、玉が並んだような形状の小振りのモールディングも玉縁と呼ぶが、英語では beading などという。
- 凸状小繰形 (baguette) — 薄い半円形モールディング。玉縁よりも小さく、葉、真珠、帯板、月桂樹などの意匠で飾りつける。そのような装飾を加えた場合は chapelet とも呼ぶ[2]。
- バンデレット (bandelet) — 平たい小型のモールディング。[2]
- 幅木 (baseboard) — 室内の壁と床の接合部に使い、壁を保護する役目を持つ。
- 押縁 (batten) — 板と板の平らな接合部を隠し補強する役目を持つモールディング。
- 浮出し繰形 (bolection) - ドア枠やパネル枠、額縁などに使われる装飾的繰形。単なる窓枠やドア枠は casing と呼ぶ。
- 縄形繰形 (cable molding) - 縄を編んだ形状の装飾がある凸面モールディング。イングランドやフランスやスペインのロマネスク建築で装飾としてよく使われている。18世紀の銀細工や家具にもよく見られる[3]。
- 渦形装飾 (cartouche) - 真ん中に文章などがあり、それを渦形の複雑なモールディングで囲んだもの。
- 腰長押 (chair rail) - 壁の下から中ほどまでを覆うように設置するモールディング。椅子の背が壁に当たる際の保護の意味もあるが、基本的には装飾。
- チンビーク (chin-beak) - 上が凸面、下が凹面で、間に平たい部分があるモールディング。
- 波繰形 (cyma) - S字形の断面を持つモールディング。凹面が上になる場合は cyma recta、凸面が上になる場合は cyma reversa と呼ぶ。
- 歯飾り (dentil) - コーニスの下端に沿って小さなブロックを等間隔に配置したもの。
- 雨押さえ (drip cap) - ドアや窓の上部にあり、雨水が浸入するのを防ぐもの。
- 卵鏃模様 (egg-and-dart) - 古典建築で最もよく見られるモールディングで[3]、卵形とV字形が交互に並んでいる。例えばギリシア建築のエレクテイオンに見られる。
- 組紐飾り (guilloche) - 帯状の装飾がくねくねと曲がって互いに交差する形状になっているもの。アッシリアの装飾や古典建築やルネサンス建築に見られる[3]。
- 円花飾り (rosette) - 丸い花の装飾。メソポタミアのデザインやギリシアの古い石碑などに見られる。ルネサンス以降に復活した[3]。